# The Locos
A The Locos spanyol ska-punk együttes. Madrid Vallecas nevű városrészében alakult 2005-ben.

## Tagok
- Pipi – vokál, showman
- Niño – gitár
- Tommy – basszusgitár
- Ivan – dobok
- Luis Fran – trombita
- Fer – gitár
- Zampa – szaxofonok

## Albumok
- Jaula de Grillos (2006)
- Energía inagotable (2008)

## Külső hivatkozások
- Rövid bemutatkozás a Last.fm oldalán
- Hivatalos oldal